# Russkie Gorki hoppkomplex

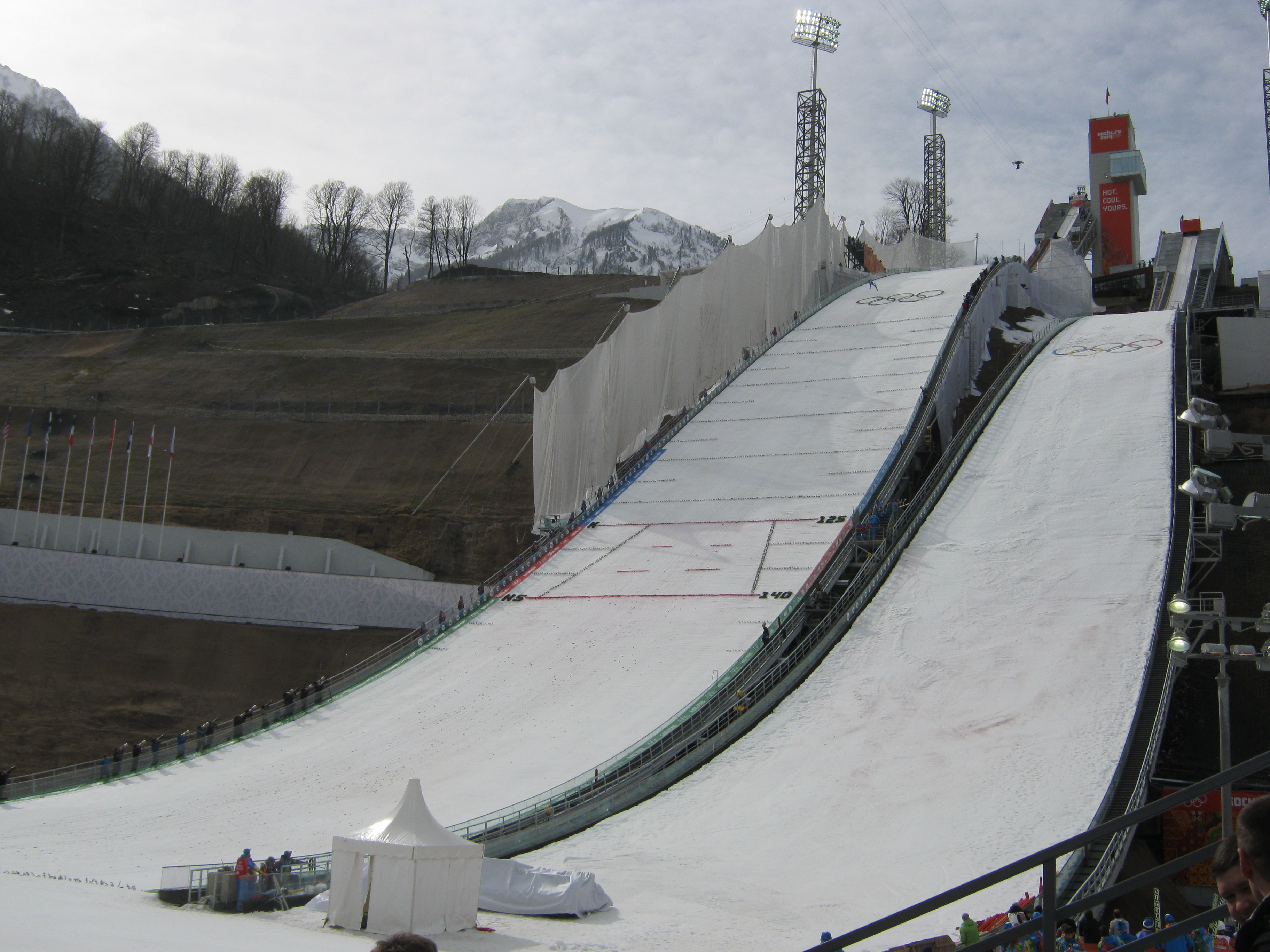

Russkie Gorki hoppkomplex (ryska: Комплекс для прыжков с трамплина, Kompleks dlja pryzjkov c tramplina), Gorki, är en backhoppningsanläggning i Krasnaja Poljana (Sotji) i södra Ryssland. Anläggningen färdigställdes 2012, och de två huvudbackarna användes vid vinter-OS 2014.

## Beskrivning
Hoppkomplexet ligger i Kaukasus, i byn Esto-Sadok – del av skidorten Krasnaja Poljana och cirka 60 km nordost om kommuncentrum i Sotji. Här arrangerades backhoppningen vid OS 2014. Även backhoppningsdelen i nordisk kombination avgjordes här.
Anläggningen har en total kapacitet på 7 500 personer.
Gorki innehåller två olympiska backar med K-punkter på 95 (normalbacke) respektive 125 meter (stor backe), vilka färdigställdes 2012. Kompletterande backar på K72, K45 och K25 bygg(de)s senare.

## Externa länkar

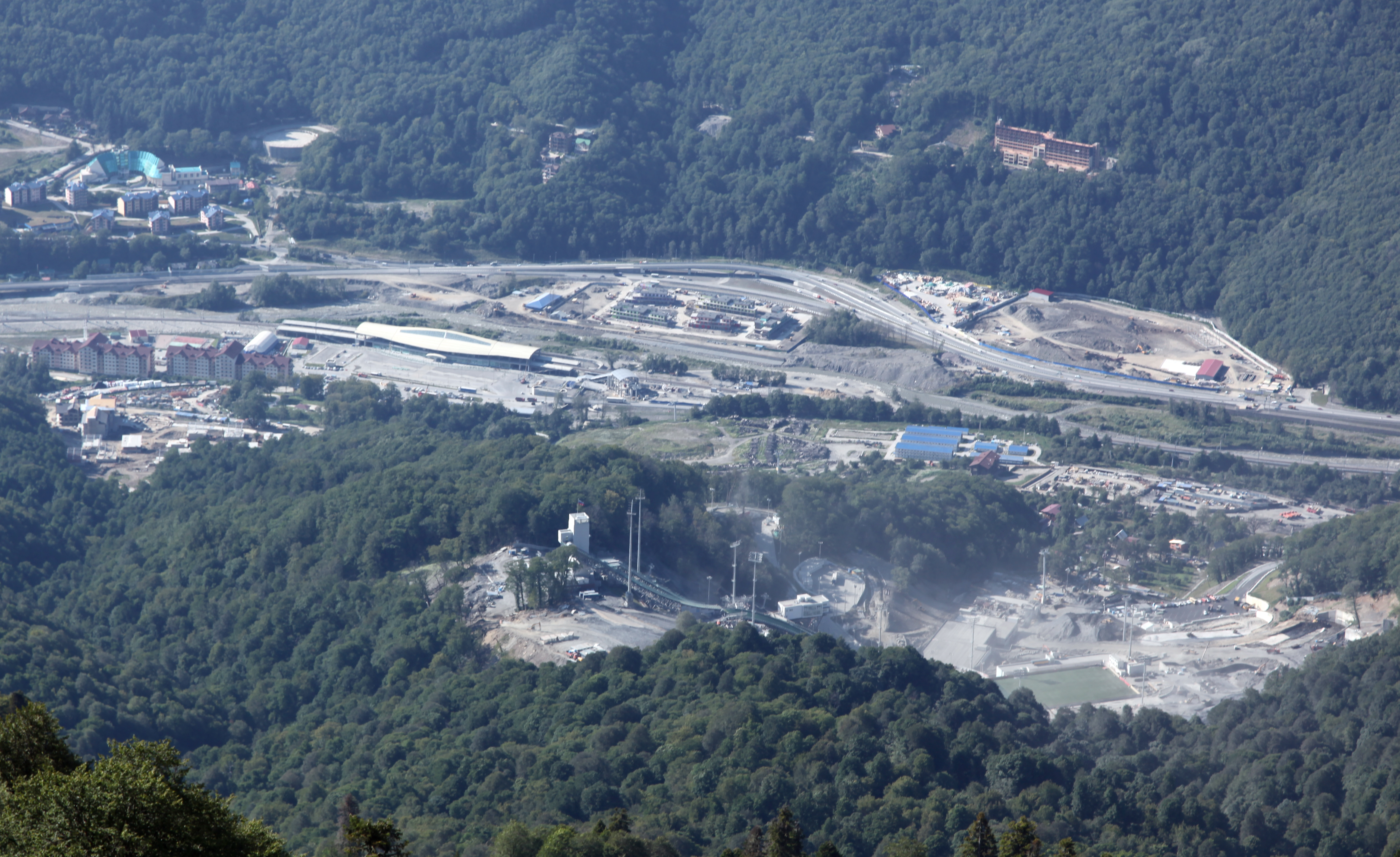

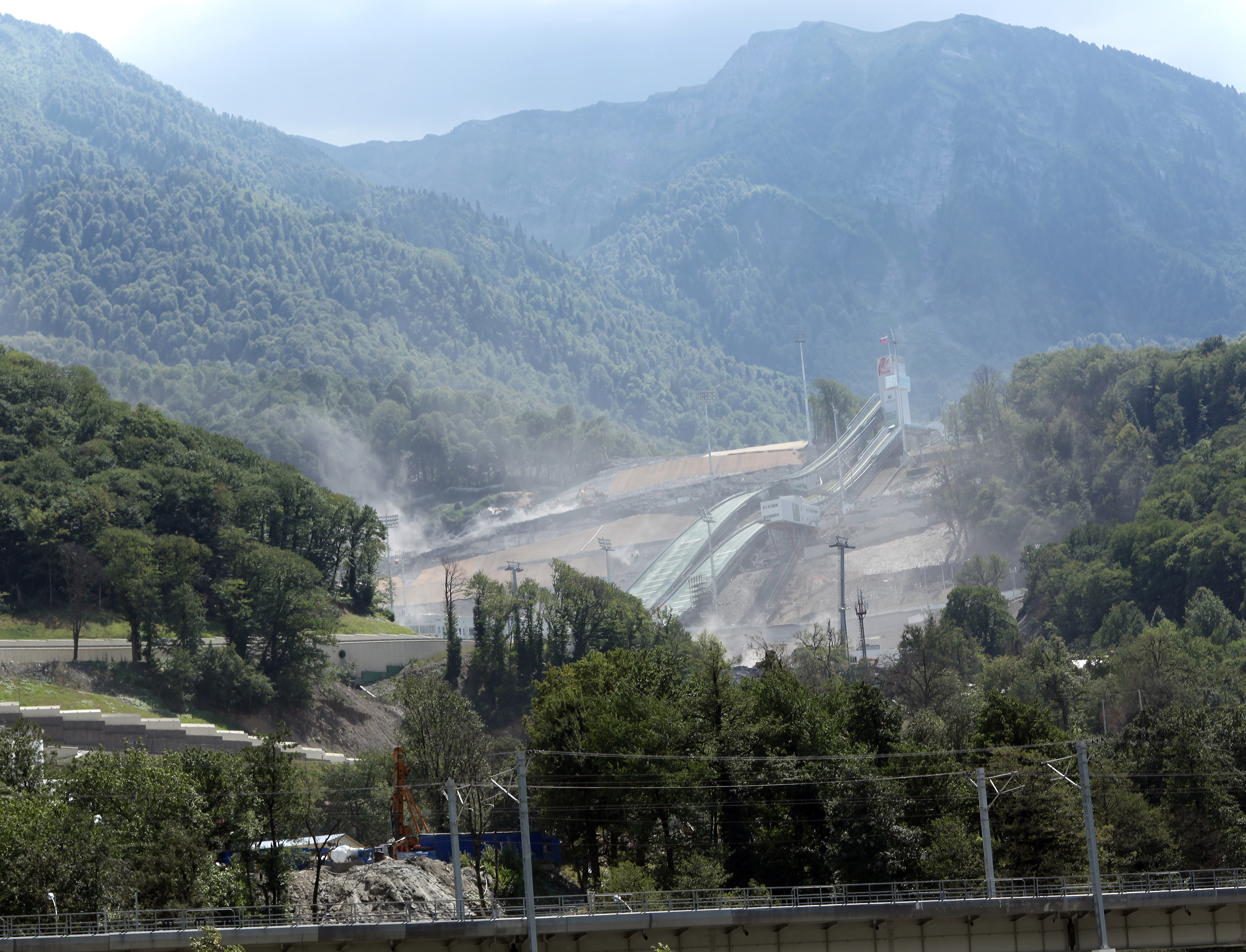